# Damsbo
Damsbo er en gammel hovedgård mellem Helnæs Bugt og Jordløse på Sydvestfyn. Den blev oprettet i 1552 af Jacob Mikkelsen Brockenhuus, og var i 1600-tallet hjem for rigsmarsk Anders Bille.[kilde mangler] Den fredede hovedbygning er opført i 1654-1657.
Damsbo Gods er på 353 hektar
På Damsbos marker udgravedes i 2002-2008 på et 80x200 m stort areal en jættestue, 3 langdysser, 4 dyssekamre, 2 jordgrave og en stordysse 
Damsbo er tillige navnet på en arkæologisk lokalitet der viser menneskerester fra stenalderen fra omkring 3000 f.Kr til 2000 f.Kr.

## Ejere af Damsbo
- (1547-1577) Jacob Mikkelsen Brockenhuus
- (1577-1602) Eiler Jacobsen Brockenhuus
- (1602-1606) Karen Brockenhuus gift Pogwisch
- (1606-1620) Hans Pogwisch
- (1620-1624) Henning Valkendorf / Jacob Ulfeldt
- (1624-1657) Anders Eriksen Bille
- (1657-1658) Henrik Andersen Bille
- (1658-1660) Sophie Jacobsdatter Rosenkrantz gift Bille
- (1660-1693) Sophie Andersdatter Bille gift Rosenkrantz
- (1693-1695) Mogens Rosenkrantz
- (1695-1717) Christian Corfitz Mogensen Rosenkrantz
- (1717-1724) Axel Mogensen Rosenkrantz
- (1724-1730) Hans Nobel
- (1730-1731) Henrik Larsen Lund
- (1731-1754) Søren Henriksen Lund
- (1754) Susanne Brahe gift Hein
- (1754-1786) Preben baron Brahe
- (1786-1787) Axel Frederik Henriksen baron Bille-Brahe
- (1787-1789) Henrik baron Bille-Brahe
- (1789-1857) Preben Henriksen greve Bille-Brahe
- (1857-1875) Henrik greve Bille-Barhe
- (1875-1918) Preben Charles greve Bille-Brahe-Selby
- (1918-1922) Henrik greve Bille-Brahe-Selby
- (1922-1935) Preben Charles baron Bille-Brahe-Selby
- (1935-1954) Preben Skou
- (1954-1970) Rita Lizzi Thrane gift Skou
- (1970-2001) Alfred Pedersen
- (2001-2015) Katrine Pedersen
- (2015-2018) Steen Pedersen og Mads Ulrik Pedersen
- (2018-) Clara Ludmilla Jebsen